# Джон Роджерс (редактор Біблії та мученик)
Джон Роджерс (бл. 1505, Деритенд — 4 лютого 1555, Лондон) — англійський священнослужитель, перекладач та коментатор Біблії. Він керував розвитком Біблії Матвія на просторічній англійській мові за часів правління Генріха VIII та при Марії I Тюдор був першим англійським протестантським мучеником, який вирішив відновити римо-католицизм.

## Біографія Джона Роджерса

### Раннє життя
Роджерс народився у Деритенді, районі Бірмінгема, тоді в межах парафії Астон. Його батька також називали Джоном Роджерсом і він був лоримером — виробником вудил і шпор — чия родина походила з Астона; його матір'ю була Маргарет Вайятт, дочка шкіряника з родиною в Ердінгтоні та Саттоні Колдфілді.
Роджерс отримав освіту в Гільдії школі Святого Івана Хрестителя в Деритенді, і в Пемброк Хол, Кембриджському університеті, де він отримав вищу освіту бакалавра в 1526 році. Між 1532 і 1534 роками він був ректором Парафіяльної церкви Святої Трійці Мінус в Лондоні.

### Антверпен іБіблія Метью
У 1534 році Роджерс поїхав до Антверпена як капелан англійських купців Компанії торгових авантюристів.

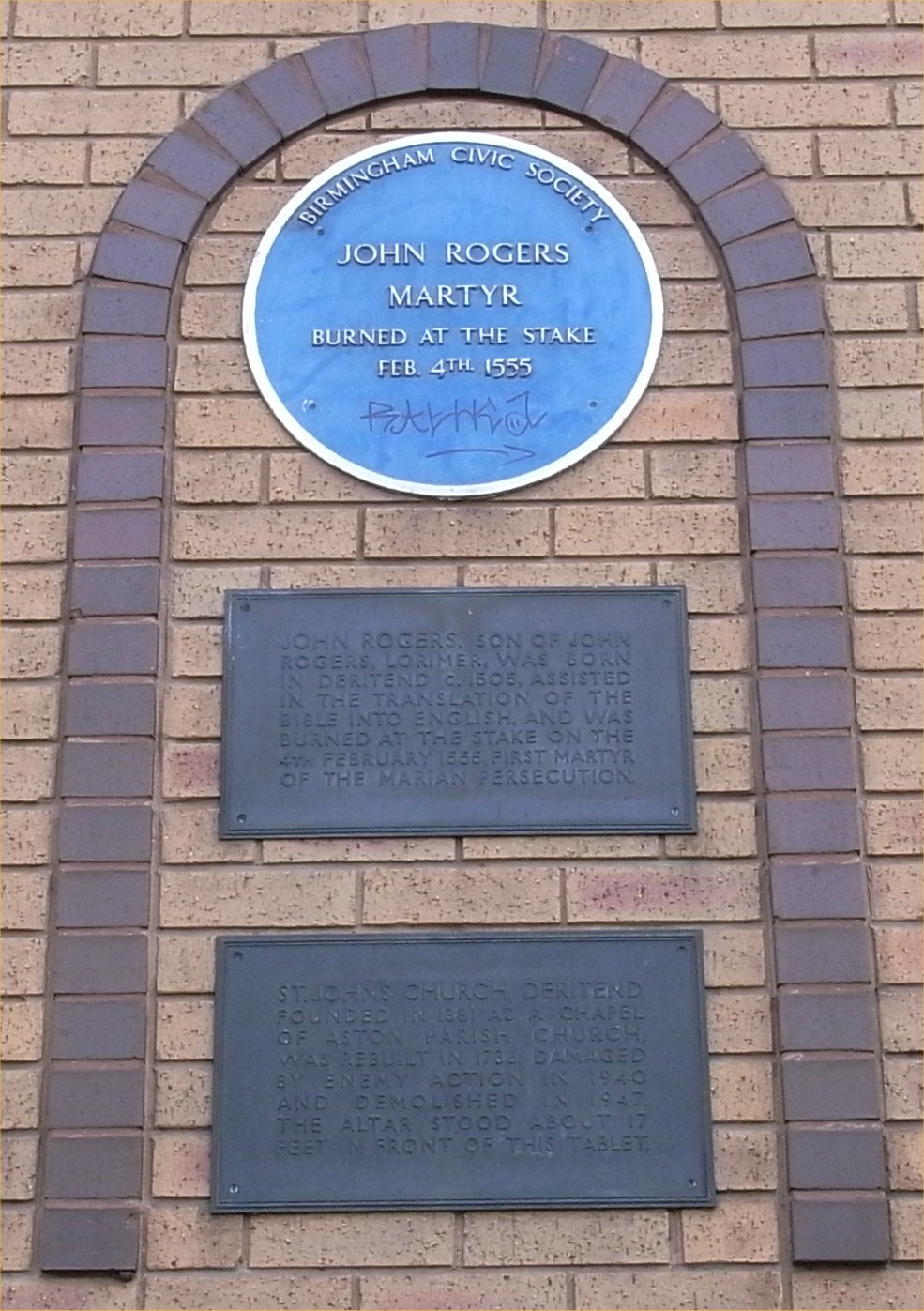
Блакитний наліт та інший наліт в Деритен, Бірмінгем.

Тут він зустрів Вільяма Тіндейла, під впливом якого він відмовився від римо-католицької віри, і одружився з уродженкою Антверпена Адріаною де Вайден (р. 1522 р., для англійців Адрана Пратт з 1537 р.) У 1537 році після смерті Тіндейла, Роджерс продовжував працювати з англійською версією Старого Завіту, яку він зробив аж до 2 Хроніки, решту і апокрифи перекладав з видання Майлса Ковердейла (1535). Хоча стверджується, що Роджерс був першою людиною, яка коли-небудь надрукувала повну англійську Біблію, що була перекладена безпосередньо з оригінальної грецької та івриту, але також була залежна від латинського перекладу єврейської Біблії Себастьяна Мюнстера опублікованої в 1534/5 році.
Новий Завіт Тіндейля був опублікований у 1526 році. Повна Біблія була викладена під псевдонімом Томаса Метью у 1537 році; її було надруковано в Парижі та Антверпені дядьком Адріани, сером Якобусом ван Метереном. Річард Графтон опублікував аркуші та отримав дозвіл на продаж видання (1500 примірників) в Англії. За наполяганням архієпископа Кранмера, цьому перекладу було надано «наймилостивішу ліцензію короля». Раніше того ж року передрук перекладу Майлса Ковердейла 1537 року отримав таку ліцензію.
Псевдонім «Метью» асоціюється з Роджерсом, але здається більш імовірним, що Метью виступає за власне ім'я Тіндала, яке тоді було небезпечно використовувати в Англії. Роджерс принаймні має певний стосунок до перекладу, хоча він, швидше за все, використовував великі частини версій Тіндейла та Кавердейла. Деякі історики заявляють, що Роджерс «зробив» Біблію Метью. Одне джерело стверджує, що він «зібрав» Біблію. Інші джерела припускають, що його частка в цій роботі, ймовірно, обмежувалася перекладом молитви Манасії (вперше вставленої тут у друкованій англійській Біблії), загальним завданням редагування матеріалів, що є в його розпорядженні, та підготовки крайових записок, зібраних з різних джерел. Вони часто цитуються як перший оригінальний коментар до Біблії англійською мовою. Роджерс також вніс пісню Манасії в Апокрифи яку він знайшов у французькій Біблії, надрукованій у 1535 році. Його працею значною мірою користувалися ті, хто готував Велику Біблію (1539–40), і це врешті вплинуло на Біблію єпіскопа (1568) та Біблію короля Якова.
25 листопада 1540 р. Роджерса було зараховано до Віттенберзького університету, де він пробув три роки, ставши близьким другом Філіппа Меланхтона та інших провідних діячів ранньої протестантської реформації. Покинувши Віттенберг, він провів чотири з половиною роки, як настоятель лютеранської церкви в Мельдорфі, Дітмаршен, біля устя річки Ельби на півночі Німеччини.
Роджерс повернувся до Англії у 1548 році, де опублікував переклад Філіппа Меланхтона «Міркування про Аугсбургський проміжний час». У 1550 р. він був подарований коронним жителям святої Маргарити Мойсей та святого Господнього в Лондоні, а в 1551 р. Став превенцією святого Павла, де незабаром декан і капітул призначили його лектором божественності. Він мужньо заперечував жадібність, виявлену деякими придворними з посиланням на майно придушених монастирів, і захищався перед таємною радою. Він також відмовився носити призначені шати, надягаючи замість цього просту круглу шапку. Під час приєднання Марії він проповідував на хресті Павла, вітаючи «справжнє вчення, яке навчали за часів короля Едуарда», і застеріг його слухачів від «згубної папи, ідолопоклонства та забобонів». Ганебні брошури засмічували вулиці, що спонукали протестантів взяти зброю проти Марії I Тюдор. «Дворяни і пани, які підтримують слово Боже», попросили скинути «потворних папістів», особливо «великого диявола», Стівена Гардінера, єпископа Вінчестера. Ряд провідних протестантських діячів, зокрема Джон Роджерс, були заарештовані, а провідні реформаторські єпископи, такі як Джон Хупер та Х'ю Латімер, були ув'язнені через кілька тижнів. Томаса Кранмера відправили до Вежі за його роль у спробі перевороту леді Джейн.
Роджерс також був проти радикальних протестантів. Після того, як Джоан Кент була ув'язнена в 1548 році і була засуджена в квітні 1549 року, Джон Фокс, один з небагатьох протестантів, який виступав проти опіків, звернувся до Роджерса, щоб втрутитися, щоб врятувати Джоан, але він відмовився з коментарем, що спалення було «досить легким» для злочину така ж серйозна, як єресь.

### Ув'язнення і мучеництво

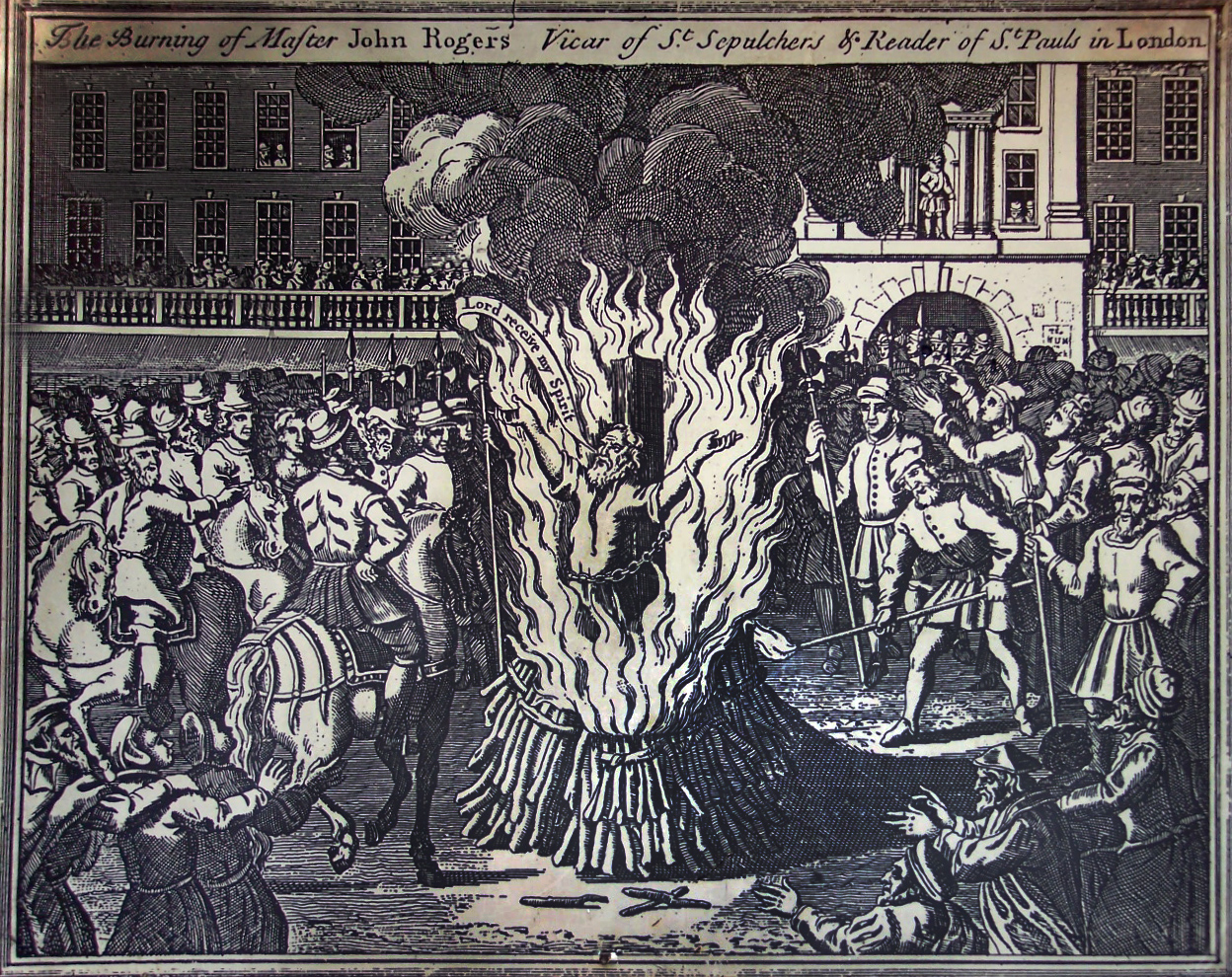
Ілюстрація до книги розстрілу Фокса про мучеників Роджерса на Смітфілді

16 серпня 1553 р. Його викликали до ради і запропонували утримувати в своєму будинку. Його винагороду і його пребендарію було забрано в жовтні. У січні 1554 року Боннер, новий єпископ Лондона, відправив його до в'язниці Ньюгейт, де він пролежав з Джоном Хупером, Лоренсом Сондерсом, Джоном Бредфордом та іншими протягом року. Їх клопотання, чи то щодо менш жорсткого поводження, чи за можливості заявити про свою справу, не враховувались. У грудні 1554 р. Парламент відновив кримінальний статут проти Лоллардса, а 22 січня 1555 р., через два дні після набрання ними чинності, Роджерс (разом із десятьма іншими людьми) прийшов перед радою в будинку Гардінера в Саутварку і захистився в експертизі. 28 і 29 січня він вийшов перед комісією, призначеною кардиналом Полем, і був засуджений Гардінером до смерті за єретичні заперечення християнського характеру Римської церкви та реальної присутності в таїнстві. Він чекав і радісно зустрічав смерть, хоча йому навіть відмовили у зустрічі зі своєю дружиною. Незадовго до страти Роджерсу запропонували помилування, якщо він відмовиться, але він відхилив таку пропозицію. Він був спалений на вогні 4 лютого 1555 року в Смітфілді. Єпископ Томас Кранмер, який заохочував Біблію Матвія, був в 1556 році страчений також королевою Англії Марією I.
Антуан де Ноаль, посол Франції, заявив у листі, що смерть Роджерса підтвердила союз між Папою та Англією. Він також говорив про підтримку, яку надає Роджерс більшою частиною людей: «навіть його діти допомагали в цьому, втішаючи його таким чином, що здавалося, що його ведуть на весілля».

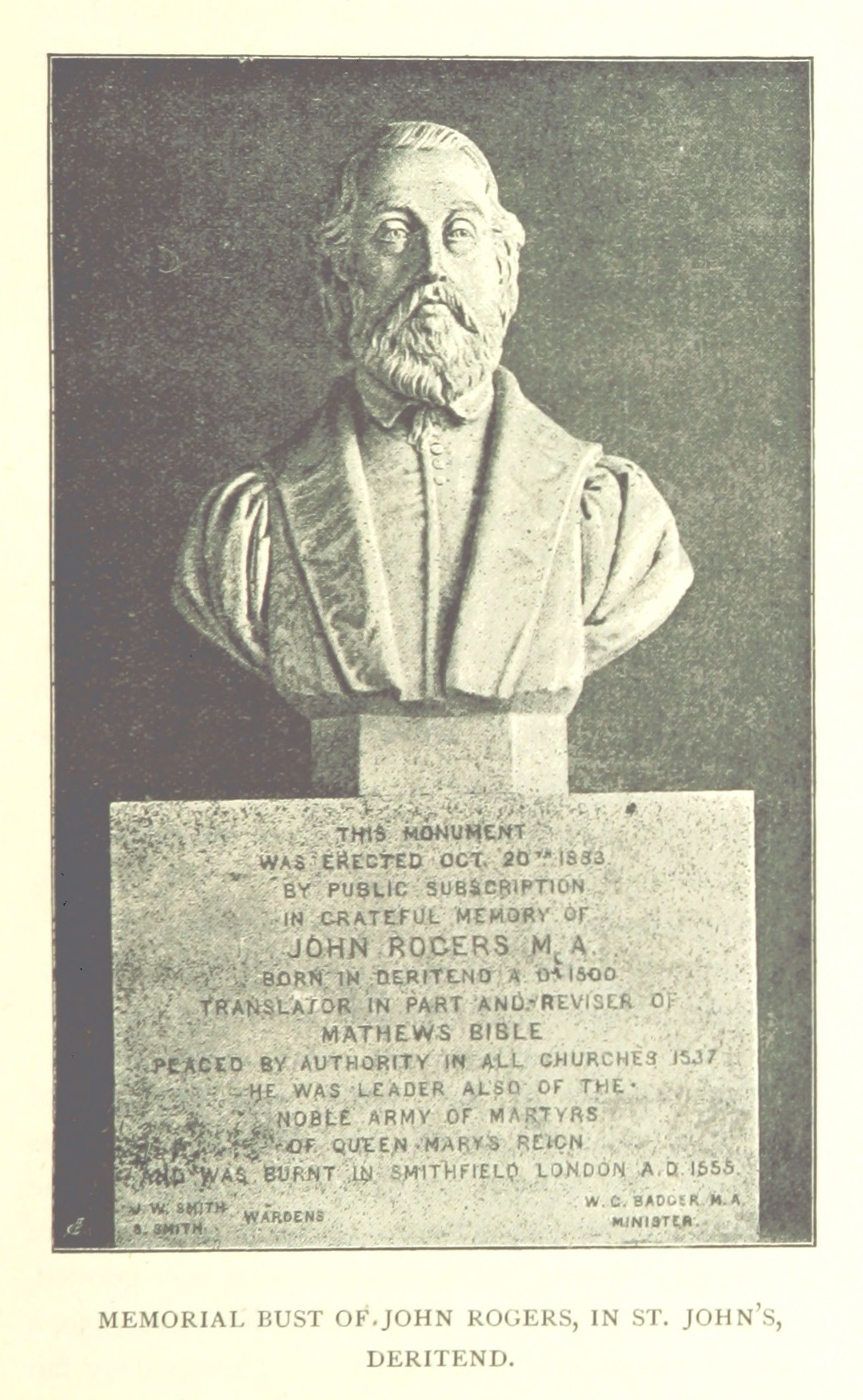
Бюст, Сент-Джонс, Деритенд

Бюст його пам'яті був встановлений в церкві Св. Іоанна, Деритенд в 1853 році, за підпискою.